# Malavida en Bs. As.
 Malavida en Bs. As è il penultimo singolo estratto dall'album HELLdorado, l'ottavo album della rock band Negrita.
È stato pubblicato il 13 ottobre 2009.

## Tracce
1. Malavida en Bs. As – 4:23